# Huize Maagdenberg
Huize Maagdenberg is een gemeentelijk monument en voormalig landhuis in de Venlose wijk Leutherberg. Het werd gebouwd rond het jaar 1800. Later werd het in gebruik genomen als grand café.

## Geschiedenis
Rond 1800 werd de hoeve en het landhuis gebouwd.
In 1830-1836 werd het landgoed bewoond door generaal Mathieu Laurent Joseph de Brialmont en was getrouwd met de Venlose Anna Maria Verwins. Hij was stadscommandant van Venlo en oprichter van de vrijmetselaarsloge La Simpliticité dat in 1828 werd opgericht (en in 1846 weer opgeheven). Later werd hij minister van oorlog van België.